# Centrolene gorzulai
Centrolene gorzulai és una espècie de granota que viu a Veneçuela.